# Triphleba hypopygialis
Triphleba hypopygialis är en tvåvingeart som först beskrevs av Schmitz 1918.  Triphleba hypopygialis ingår i släktet Triphleba och familjen puckelflugor. Inga underarter finns listade i Catalogue of Life.